# Senden (Rhénanie-du-Nord-Westphalie)
Pour les articles homonymes, voir Senden.

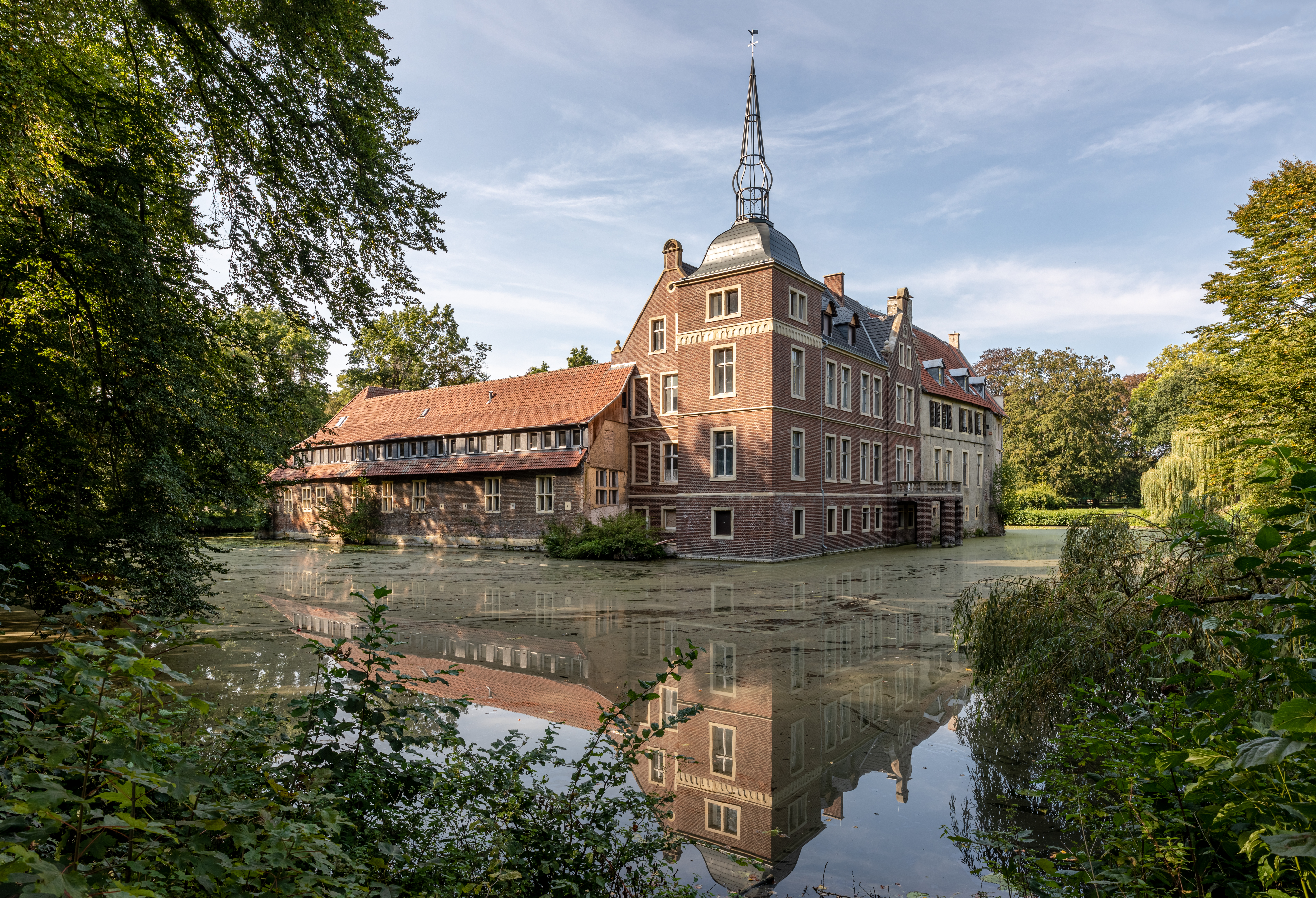
Un château à Senden. Septembre 2020.

Senden est une commune de Rhénanie-du-Nord-Westphalie (Allemagne), située dans l'arrondissement de Coesfeld, dans le district de Münster, dans le Landschaftsverband de Westphalie-Lippe.

## Géographie
La commune de Senden est située à l'est de l'arrondissement de Coesfeld, aux portes de la ville de Münster. Elle est riveraine du canal Dortmund-Ems, dont elle abrite l'une des écluses.

## Quartiers
- Bösensell
- Ottmarsbocholt
- Senden
- Venne

## Histoire
La commune de Senden a été mentionnée pour la première fois dans un document officiel en 890 sous le nom de Sendiaon.

## Jumelages
- Jessen (Elster) (Allemagne) depuis 1990[1]